# Hylaeus meridionalis
Hylaeus meridionalis är en biart som beskrevs av Förster 1871. Hylaeus meridionalis ingår i släktet citronbin, och familjen korttungebin. Inga underarter finns listade i Catalogue of Life.